# Мокрый (ручей)
Мокрый (Мокрая) — малая река в Киеве, в местности Кучмин яр, правый приток Лыбеди.
В XVII—XVIII столетиях имел название «Мужичок» и на Лыбеди существовал одноимённый брод.

## Описание
Протяжённость реки — приблизительно 1,8 км.
Начинается из открытых источников в верховьях Кучминого Яра (Соломенский лесопарк; конечная часть ул. Волгоградской) и вскоре идёт снова под землю — в подземные трубы, хотя ещё в 1960-70-е годы частично протекала по природному руслу.
Далее река протекает в коллекторах под улицей Кудряшова, которая когда-то имела название Мокрой — от названия реки.
После пересечения территории локомотивного депо, железнодорожных путей и вспомогательных железнодорожных объектов, расположенных между основными и Северными путями, река ненадолго выходит на поверхность — так, Северные пути она пересекает уже в открытом виде, протекает метров 100 в открытом русле с природными берегами, пересекает улицу Лыбедскую (через реку перекинут мостик), потом ненадолго исчезает в небольшом, длиной не более 50 метров, коллекторе и впадает в Лыбедь.
Неподалёку от места впадения в Лыбедь ширина реки достигает местами 3-4 метров.